# Vespa
Веспа (итал. Vespa) италијански је бренд скутера (мотоцикла) који производи Пјађо. Име у преводу са италијанског значи оса (инсект). Веспа је еволуирала од фабрике с једним моделом моторног скутера (итал. Piaggio & C. SpA; основана 1946. у Понтедери) до пуне линије скутера и једне од седам компанија које су данас у власништву Пјађа.
Још од оснивања, скутери Веспе су познати по обојеној, пресованој челичној каросерији из једног дела — где је у структурној јединици комбинован комплетан покривач за мотор (затвара моторни механизам и спречава улазак прашине и масноће), равна подна плоча (за стопала), те истакнута предња облога (за заштиту од ветра).

## Модели
Из Веспе су изашла укупно 34 различита модела. Данас је пет серија у производњи: класични PX са ручним мењачем, те модерни S, LX, GT и GTS са CVT преносом.

### Историјски
- Паперино — оригинални прототип направљен 1945. у Бјели
- Веспа 150 TAP — Веспа коју је модификовала француска војска уградивши противтенковско оружје
- VNC супер 125
- VBC супер 150
- VBA 150
- VB1 150
- VBB 150
- 125 GT
- V9A
- VNA
- VNB 125
- Веспа U — латиничко слово u је за реч итал. utilitaria (економично); модел из 1953. с ценом од 110.000 италијанских лира (око 175 америчких долара); произведено их је 7.000
- GS 150
- GS 160
- SS 180
- Веспа 90 (3 брз.)
- Веспа 50 (3 брз.)
- SS50 (4 брз.)
- SS90 (4 брз.) — 90 SS супер спринт
- 150 GL
- 90 рејсер
- 125 TS
- 100 спорт
- 125 GTR
- VLB 150 спринт
- VLB 150 спринт велоче (Веспа спринт)
- 180 супер спорт
- Рели 180
- Рели 200
- 125 нуова (VMA-1T) — претеча Примавере
- Примавера 125 и ET3 (верзија са 3 порта)
- PK 50
- PK 50 XL
- PK 50 Рома (аутоматик)
- 50 S
- 50 специјал
- 50 специјал Елестарт
- 50 спринтер / 50 SR (D)
- 50 специјал ривајвал — ограничена на 3.000 само италијанских производних јединица; изашла 1991.
- COSA 1 – 125 cc, 150 cc, 200 cc
- COSA 2 – 125 cc, 150 cc, 200 cc
- P 80 / P 80 E (Француска)
- P 80 X / PX 80 E (Француска)
- PK 80 S / Елестарт
- PK 80 S аутоматика / Елестарт
- PK 100 S / Елестарт
- PK 100 S аутоматика
- PK 100 XL
- PK 125 XL / Елестарт
- PK 125 S
- PK 125 E
- PK 125 аутоматика (аутоматски пренос)
- Веспа P 150 S
- P 125 X
- PX 125 E / електроник
- P 200 E
- PX 200 E FL
- PX 200 серије специјале — ограничено на 400 само британских производних јединица
- T5 / Елестарт (5 портова мотор 125 cc P серије)
- T5 Класик (5 портова мотор 125 cc P серије)
- T5 Миленијум (5 портова мотор 125 cc P серије) — ограничено на 400 само британских производних јединица

### Недавни
- ET2 50 — 2-тактни
- ET4 50 — 4-тактни
- ET4 125 (ЕУ)
- ET4 150 (ЕУ)
- ET4 150 (САД)
- ET8 150 (Исток)
- GT 125 (Грантуризмо 125)
- GT 200 (Грантуризмо 200)
- GTS 250ie
- GTS 250 супер — само накратко продавана у САД где 278cc мотор као што је коришћен код 300 супер модела није био одобрен за употребу; убрзо је заменио GTS 300 супер
- PX 125
- PX 150 — поново уведена на америчко и канадско тржиште 2004.
- PX 200
- PL 170

### Тренутни
- LX 50
- LX 125
- LX 150
- LXV 50 — варијанта LX50 за 65. годишњицу
- LXV 125 — варијанта LX125 за 65. годишњицу
- LXV 150
- GT 60° 250 cc (ограничено издање) — 999 их се произвело у свету у уникатним бојама и сваки је добио беџ са иницијалима власника; има фар монтиран на предњи блатобран, што је само још код GTV 250
- GTS 125
- GTS 150
- GTS 250ie
- GTS 250 тј. abs
- GTS 300 (2010)
- GTS 300 супер (2008)
- Веспа као реклама за "Нишвил" у "Нишвил џез музеју" у Нишу.GTV 125 — варијанта GTS 125 за 65. годишњицу
- GT60 — ограничена варијанта GTS 250 за 60. годишњицу — има фар монтиран на блатобрану као знак одавања почасти оригиналним веспама
- GTV 250 — стандардни модел заснован на GTS250ie; изгледом сличан GT60, али доступно је и бирање боја
- PX 30 125 — ограничено издање; само их је 1.000 произведено да би се прославило 30 година серије P[2]
- нови PX 2011 150 (и касније такође 125) — није само ограничено издање: 2011. серија PX је поново почела да се производи у Италији, након 3-годишње паузе због забране ЕУ да се користе мотори емисије евро III; поводом 150. годишњице Италијанске уније, Пјађо је предложио ову специјалну верзију, с редизајнираним сицем али истим „Веспа искуством”[3]
- S 50 и S 125 (нови модел из 2007) — представљени на Миланском моторшоуу, новембра 2006.
- S 150 (2008)
- Цаферано 50 cc и 125 cc (ограничено издање) — само их је 200 произведено[4]
- Веспа примавера 50 / 125 — почела од 2014; ово је био тренутни модел и замењује LX
- Веспа спринт 50 / 125 — почела од 2014; ово је био тренутни модел и замењује S

### Веспа 946
Веспа 946 (итал. Vespa 946) скутер је који производи Пјађо од јула 2013. На програму сајма EICMA представљен је ретро-футуристички концепт Веспа кварантазеи, заснован на прототипу Веспа MP6 из 1945. године. Финална производна верзија, преименована у Веспа 946, јавља се следеће године (EICMA 2012). 946-ица је опремљена с новим Пјађовим мотором с ваздушним хлађењем (три вентила, један цилиндар), са снагом од 11,7 КС (8,7 kW) за верзију запремине 125 cc (7,6 cu in), односно 13 КС (9,7 kW) за верзију од 150 cc (9,2 cu in).

### Електрична возила

#### Хибриди
Пјађо/Веспа развија низ хибридних скутера. Два модела су већ готова; заснована су на Веспи LX 50 и Пјађу X8 125.

### Специјали
Јединствене и специјалне машине:
- Монлери — произведен 1950. да би се оборио рекорд на француској стази истог имена; у 10 сати је поставио рекорд 17 пута
- Торпедо — специјал из 1951; има 125 cc са супротним клиповима, а Дино Мацончини је на километру поставио светски рекорд при просечној брзини 171 km/h